# Мухитов, Лукпан Мухамеджанулы
Лукпан Мухамеджанулы Мухитов (каз. Лұқпан Мұхамеджанұлы Мұхитов; 14 ноября 1894, ныне Сырымский район Западно-Казахстанской области — 6 ноября 1957, Алма-Ата) — казахский домбрист и музыкальный педагог. Народный артист Казахской ССР (1954). Внук казахского народного композитора, акына, домбриста и исполнитель кюев Мухита Мералыулы.

## Биография
Лишившись отца в раннем детстве, Лукпан воспитывался дедом Мухитом Мералыулы, у которого обучался исполнительскому искусству игры на домбре. В 1916 году был призван в ряды царской армии. Мухитов внёс вклад в развитие музыкального наследия казахских композиторов и акынов; исполнял популярные в народе произведения Курмангазы, Абыла, Тазбалы, Саулебая, Кауена. В 1933 году Мухитов выступал на проходившем в Алма-Ате слёте животноводов, где продемонстрировал виртуозное искусство домбриста и певца.
С 1933 года преподаватель игры на домбре в Алматинском музыкальном техникуме. Один из организаторов ансамбля домбристов техникума, ставшего основой современного Государственного оркестра народных инструментов им. Курмангазы. С 1934 года — концертмейстер и наставник ансамбля. В 1936 году на Декаде казахской литературы и искусства в Москве коллектив прославился виртуозным исполнением на домбре кюя «Ақ-сақ құлан». Во время Великой Отечественной войны Мухитов в составе концертных бригад выступал перед бойцами. С оркестром имени Курмангазы участвовал в зарубежных гастролях. В 1944—1952 годах преподавал в Алматинской государственной консерватории. Ученики Мухитова: Н. Тлендиев, К. Мухитов, Ф. Султанов и другие. Композитор Е. Брусиловский записал на ноты большинство песен и кюев Мухита в исполнении Мухитова.
Мухитов отличался особо точной передачей исполняемых им музыкальных произведений. Он стремился передать именно такой вариант кюя, какой представляет собой образец творчества данного народного кюйши.